# Dichotomius motai
Dichotomius motai är en skalbaggsart som beskrevs av Guido Pereira 1942. Dichotomius motai ingår i släktet Dichotomius och familjen bladhorningar. Inga underarter finns listade i Catalogue of Life.